# Henoc Kpeko
Henoc Kpeko, né le 11 décembre 2002 à Bangui, est un footballeur international centrafricain. Il joue au poste d'avant-centre à l'Olympic Real de Bangui.

## Biographie
Henoc Kpeko participe à la CAN des moins de 20 ans 2021 disputée en Mauritanie, pour la première participation des Centrafricains à cette compétition.
Yangao honore sa première sélection en équipe de République centrafricaine le 1er septembre 2021 lors des qualifications à la Coupe du monde 2022 face au Cap-Vert (match nul 1-1).